# Архангельские Выселки
Архангельские Выселки — упразднённая деревня в Ефремовском районе Тульской области России. Исключена из учётных данных в 1986 году.

## География
Урочище находится в юго-восточной части Тульской области, в лесостепной зоне (известны название лесных массивов: Примерный, Сорочий Куст, Орлово Гнездо, Чепище), в 4 км от реки Красивая Меча.

### Климат
Климат в местности, как и во всем районе, характеризуется как умеренно континентальный, с умеренно холодной снежной зимой и тёплым летом. Среднегодовая многолетняя температура воздуха составляет +4 — +4,6 °C. Средняя температура воздуха самого холодного месяца (января) — −6,7 °C (абсолютный минимум — −46 °C), средняя температура самого тёплого (июля) — +18 °C (абсолютный максимум — +38 °C). Безморозный период длится в среднем 149 дней. Среднегодовое количество атмосферных осадков составляет 650—730 мм, из которых большая часть (около 460 мм) выпадает в тёплый период. Снежный покров держится в течение 130—145 дней. Среднегодовая скорость ветра составляет 3,6 м/с.

## История
образована переселенцами из соседнего села Хомяково сразу же после отмены крепостного права (приблизительно в 1865 г.).

## Население
В момент расцвета деревни (до Великой Отечественной войны) в деревне насчитывалось около 45 дворов с числом жителей около 150.

## Инфраструктура
В деревне имелась начальная школа, конюшня, колхозные амбары, личное подсобное хозяйство с зоной сельскохозяйственного использования, индивидуальные застройки усадебного типа.